# Chechło (województwo śląskie)
Chechło (niem. Chechlau, 1936-1945 Strahlheim) – wieś sołecka w Polsce położona w województwie śląskim, w powiecie gliwickim, w gminie Rudziniec.
W latach 1975–1998 miejscowość administracyjnie należała do województwa katowickiego.

## Nazwa
Miejscowość ma metrykę średniowieczną i notowana jest od XIV wieku. Po raz pierwszy wymieniona została w latach 1306-1308 jako Hechel, 1354-55 Chochel, 1388 in Chechli, 1394 de Chechło, 1401 Chechli, 1480 Chechel oraz fluvio Chechelyecz, 1509 Chechło, 1564 Chechło, 1680 Chechło, 1765 Chichło, 1787 Chechło 1880 Chechło. Nazwa wsi Chechło oznacza mokre łąki, mokradła.
W księdze łacińskiej Liber fundationis episcopatus Vratislaviensis (pol. Księga uposażeń biskupstwa wrocławskiego) spisanej za czasów biskupa Henryka z Wierzbna w latach 1295–1305 miejscowość wymieniona jest w zlatynizowanej formie Chechel.
Nazwę miejscowości w zlatynizowanej formie Chechel wymienia w latach (1470–1480) Jan Długosz w księdze Liber beneficiorum dioecesis Cracoviensis.
W okresie germanizacji nazw na Śląsku przez narodowych socjalistów zmieniono po 1938 roku nazwę wsi na ahistoryczną, całkowicie niemiecką nazwę - Strahleim.

## Historia
Miejscowość lokowana została w 1305 rok. Przybliżony czas powstania osady to pierwsza połowa XIII wieku. Wieś należy do kasztelanii toszeckiej.
W 1320 roku właścicielem wsi jest rycerz Wilczek, kolejno wieś przechodzi w 1409 roku we władanie rycerza Stefana Stral von Czechel, a następnie w 1515 roku kupuje ją szlachcic Melchior Ściborowski, w 1679 roku J. M. K. Fryderyk von Oderwolf, potem dobra te kupują kolejno hrabiowie Paczyńscy, Sobek, Werner, Strachowity, Scherr – Toss i książęta Hohenlohe-Oehringen.
W 1376 roku wzmiankowany jest w Chechle kościół parafialny. Późniejszy, pochodzący z  1517 roku, drewniany z podmurówką z kamienia polnego, jednonawowy, posiadał wielobocznie zamknięte prezbiterium i wysokie, dwuspadowe dachy (osobne nad nawą i prezbiterium) kryte gontem. Był dziełem polskich cieśli i należał do najcenniejszych gotyckich budowli sakralnych na Śląsku. Pierwotnie bezwieżowy - w późniejszych czasach dobudowano do niego od frontu murowaną wieżę. Na kalenicy nawy znajdowała się barokowa sygnaturka. Kościół ten, pod wezwaniem św. Walentego, spłonął 15 lipca 1949 roku od uderzenia pioruna. Na jego miejscu w latach 1952-1954 wybudowano nowy kościół murowany. Przeniesiono do niego dwie drewniane rzeźby, uratowane z pożaru.
W 1864 roku we wsi działała huta żelaza.

## Edukacja
Szkoły podstawowe:
- Szkoła Podstawowa w im. Bolesława Chrobrego w Chechle